# Cyanolyca turcosa
La urraca turquesa o chara turquesa (Cyanolyca turcosa) es una especie de ave de la familia Corvidae, que se encuentra en Colombia, Ecuador y el Perú.

## Descripción
Mide 30 a 32 cm de longitud. El plumaje es predominantemente azul turquesa brillante, con tonos azul obscuro, más obscuros en el dorso, el lado superior de la cola y las partes inferiores y claros a través de la corona que se hacen blancuzcos en la frente. Presenta una banda negra ancha como antifaz a través de los ojos, que conecta con un delgado collar negro alrededor de la garganta. El lado inferior de la cola es negruzco. Tiene pico fuerte relativamente grueso negro, iris marrón oscuro y patas negras.

## Distribución y Hábitat
Se encuentra a lo largo de los Andes, desde la cordillera occidental al sur de Colombia, hasta el norte de Perú, en elevaciones entre los 2000 y 3000 m de altitud. Prefiere el Bosque húmedo o ambientes húmedos con abundantes árboles y arbustos. Se encuentra en bosques siempreverdes montanos y bosques enanos con espesa vegetación.

## Alimentación
Es omnívora. Come insectos, bayas, huevos y pequeños pájaros de otras especies. Al igual que otras urracas, explora el estrato medio y el dosel de los árboles en busca de alimento y examina la vegetación a lo largo del camino.

## Reproducción
Varios individuos de una banda participan en la construcción del nido en las bifurcaciones de las ramas, cerca de las copas de los árboles hacia el centro de los mismos. Las áreas en que se ubican los nidos son generalmente aisladas. El macho generalmente alimentar y cuidar a la mujer mientras ella está incubando los huevos.